# Otto Malling
Otto Valdemar Malling (1 de junio de 1848-5 de octubre de 1915) fue un compositor danés. Desde 1900 fue el organista de la catedral de Copenhague y desde 1889 profesor, y desde 1899 director de la Real Academia Danesa de Música de Copenhague. 
Otto Malling nació en Copenhague. Se convirtió en alumno de Niels Wilhelm Gade y Johan Peter Emilius Hartmann; a finales de su carrera  compuso principalmente obras de órgano y música vocal, pero también escribió una Fantasia para violín y orquesta (en fa mayor, opus 20), un atractivo trío de piano schumaniano (en la opus menor 36, 1889) y un brahmsiano concierto para piano en do menor (opus 43, 1890).  Su producción también contiene entre otras obras sustanciales, como la cantata Det hellige Land, opus 46, (publicada en 1897), una sinfonía en re menor, opus 17 (publicada en 1884) y un octeto para cuerdas, opus 50 (publicado en o antes de 1907).  Malling escribió el primer libro de texto danés en orquestación, siguiendo las líneas del conservatorio francés. 
Enseñó teoría musical a Knudåge Riisager en 1915.  También fue editor de música, creando reducciones para piano y partituras vocales de obras de Johan Peter Emilius Hartmann, Niels Gade y Christian Julius Hansen para la editorial Samfundet til udgivelse af dansk Musik. 
Fue cofundador y subdirector de The Concert Society, Copenhague (1874), financiándose como organista en varias iglesias de Copenhague.  Sus partituras de música de órgano le dieron a Malling cierta reputación en el extranjero, pero después de su muerte pronto fue olvidado en su país natal, ya que los gustos musicales cambiaron. A finales del siglo XX, varias de sus obras de concierto fueron grabadas. 